# Dana Batulková
Dana Batulková, vlastním jménem Danuše Batulková (* 16. března 1958 Praha), je česká filmová a divadelní herečka.

## Osobní život
Je bývalou manželkou herce Davida Prachaře, matkou herce Jakuba Prachaře a herečky Mariany Prachařové. Jejím partnerem je divadelní režisér a bývalý ředitel Městských divadel pražských Ondřej Zajíc.

### Jiné
V obecních volbách v roce 2014 byla zvolena zastupitelkou městské části Praha-Koloděje. V březnu 2016 na svůj mandát rezignovala.

## Profesní působení
- Po studiích na DAMU, kterou absolvovala v roce 1981, působila v divadle v Kladně a v Mladé Boleslavi. V letech 1983–1997 spolupracovala na různých divadelních projektech s Volným spojením režisérů.
- Od roku 1997 působí v pražském Divadle Komedie, kde spolupracuje s režiséry Janem Nebeským a Michalem Dočekalem. V současné době (2009–|2018) hraje v divadlech Rokoko a Na Jezerce, kde účinkovala např. ve hře Kaviár nebo čočka (derniéra: 2009[3]).
- Od září 2008 do října 2011 vystupovala na TV Nova v původním českém sitcomu Comeback, kde hrála Marcelu Divićovou („Marcelku“).

V prosinci 2008 vyhrála s Janem Onderem třetí řadu televizní taneční soutěže České televize StarDance ...když hvězdy tančí.
- Od února 2013 vystupovala na TV Nova v českém seriálu Gympl s (r)učením omezeným, kde hrála ředitelku spojeného gymnázia Ing. Irenu Nerudovou.
- V roce 2014 hrála MUDr. Marii Pokornou v seriálu Ordinace v růžové zahradě 2. Ta později zemřela.[4]
- V seriálu Ohnivý kuře (2016) hrála matku Michala „Mika“ Beneše, kterého hrál její skutečný syn Jakub Prachař.
- Od ledna roku 2020 do února 2022 hrála také v seriálu Slunečná postavu Lídy Vackové.[5]
- V seriálu Dobré zprávy hraje od roku 2022 postavu ředitelky relace.
- V seriálu Ulice hraje od roku 2025 postavu Alžběty Mochové.